# Clube Desportivo de Cinfães
O Clube Desportivo de Cinfães é um clube português, localizado na vila de Cinfães, distrito de Viseu.

## História
O clube foi fundado em 1931 e o seu atual presidente é o Vítor Pereira.
Na época de 1982/83 estreou-se na Taça de Portugal tendo chegado aos oitavos de final, com grande destaque para o médio luso-brasileiro Arnaldo, feito esse que repetiu em 2008/09,tendo defrontado o Futebol Clube do Porto nesta ocasião e saindo derrotado por 1-4.
A nível de campeonato, a formação Cinfanense passou grande parte da sua história nos campeonatos Distritais de Viseu, sendo que apenas em 1987/88 se estreou na III Divisão. Nas suas primeiras 8 passagens por este campeonato a melhor posição foi um 7.º lugar na época de 2008/09, a equipa de seniores participou no campeonato III Divisão Nacional (Série C), e conseguiu o 5.º lugar. Na época de 2010/11, a equipa principal de futebol conseguiu a subida à II Divisão. Jogou então na zona Centro. Nessa época de 2011/12, conseguiu a permanência. Na época 2012/13 a equipa terminou no 2.º lugar.
Na época 2013/14 permanece foi introduzida uma nova liga e assim teve de jogar na III Divisão Nacional, o Campeonato de Portugal, jogando com o Sport Lisboa e Benfica para a Taça de Portugal, em casa, acabando por perder 0-1. A partir dessa temporada o Clube Desportivo de Cinfães tem sido mais intermitente entre passagens entre esta competição e as distritais.

## Palmarés
III Divisão Nacional - Nível 4: 1 (2010/11)
AF Viseu Divisão Honra: 6 (1988/89, 1994/95, 1996/97, 2001/02, 2007/08, 2023/24)
AF Viseu Taça Sócios de Mérito: 3 (2006/07, 2022/23, 2023/24)